# سری آ ۱۸–۲۰۱۷
سری آ ۱۸–۲۰۱۷ (به دلایل اسپانسرینگ به‌عنوان سری آ TIM شناخته می‌شود) صد و شانزدهمین فصل فوتبال برتر ایتالیا، هشتاد و ششمین دوره در مسابقات رفت و برگشت و هشتمین دوره از زمان برگزاری آن تحت کمیته لیگ جدا از سری بی بود. یوونتوس شش بار مدافع عنوان قهرمانی بود. این فصل از ۱۹ اوت ۲۰۱۷ تا ۲۰ مهٔ ۲۰۱۸ اجرا شد.
در ۱۳ مه، یوونتوس با یک بازی باقی‌مانده پس از تساوی ۰–۰ مقابل رم، رکورد هفتمین عنوان متوالی و ۳۴مین عنوان را در مجموع کسب کرد.
این فصل با درگذشت داویده آستوری، کاپیتان فیورنتینا به‌دلیل مشکلات قلبی همراه بود.